# Líder de la Oposición (Barbados)
En Barbados, el Líder de la Oposición (en Idioma inglés: Leader of the Opposition), abreviado como LO, es un cargo parlamentario oficial ocupado por el miembro de la Cámara de la Asamblea (cámara baja del Parlamento) que lidere el partido o grupo parlamentario más grande que no forme parte del Gobierno. De acuerdo con el artículo 74 de la constitución de Barbados, el líder de la Oposición es designado por el Gobernador General, seleccionando al miembro de la Cámara que, a su juicio, pueda gozar de la confianza de la mayoría de los parlamentarios opositores. Por convención, el cargo suele recaer en el líder del segundo partido con más escaños.
Como parte de la dinámica del modelo Westminster por el que se rige la democracia parlamentaria barbadense, el cargo posee numerosas prerrogativas especiales, tales como un salario particular de 129,000 dólares barbadenses, ser consultado por el primer ministro sobre numerosos nombramientos para oficinas gubernamentales y judiciales, y tiene a su vez la potestad de aconsejar la designación de dos miembros del Senado (cámara alta) representando a la minoría.
Previamente un cargo extraoficial, la posición fue constitucionalizada tras la independencia de Barbados el 21 de noviembre de 1966. El primer premier democráticamente electo de Barbados como colonia británica, Grantley Herbert Adams, perteneciente al Partido Laborista de Barbados, fue también el primer líder de la Oposición Oficial, cargo que ocupó hasta su retiro en 1970. Desde su institución, doce personas han ejercido el liderazgo de la Oposición, tres de las cuales lo han ocupado dos veces y siete de los cuales han llegado a ser primeros ministros. Mientras que Barbados tiene un sistema bipartidista entre el Partido Laborista de Barbados (BLP) y el Partido Democrático Laborista (DLP), en dos ocasiones un movimiento parlamentario provocó la asunción del líder de un tercer partido a la jefatura de la Oposición, primero con Richard Haynes en 1989 tras fundar el Partido Nacional Democrático (NDP), en 2018 cuando el BLP se impuso en todas las circunscripciones en las elecciones generales y uno de sus miembros, Joseph Atherley, desertó del partido una semana después de las elecciones para asumir el cargo, fundando con posterioridad el Partido del Pueblo por la Democracia y el Desarrollo (PdP). Tal escenario volvió a darse tras las elecciones de 2022, cuando el BLP volvió a obtener todos los escaños. En febrero de 2024, luego de dos años de vacancia, Ralph Thorne desertó al DLP y fue elegido su líder, permitiendo al partido retornar al liderazgo de la oposición luego de seis años.